# Захват Шаньхайгуаня
Захват Шаньхайгуаня — военные действия 19 сентября 1900 года во время восстания ихэтуаней в Китае.

## Предыстория
После оккупации союзными войсками района Пекин—Дагу встал вопрос о ликвидации группировки китайских войск, расположенной севернее и перекрывавшей путь сообщения с занятой русскими войсками Маньчжурией. 26 августа военный министр А. Н. Куропаткин обратился к Николаю II с предложением занять совместно с союзниками опорные пункты Шаньхайгуань, Циньхуандао, Бэйтан и Лутай. В начале сентября последовало высочайшее повеление о начале военных действий против Бэйтана и Шаньхайгуаня.

## Операция
Для движения на Шаньхайгуань был сформирован летучий отряд генерал-майора Церпицкого в составе семи рот стрелков, казачьей сотни и артиллерийской батареи. 12 сентября этот отряд неожиданным налётом занял железнодорожную станцию Саньчжуан, где были захвачены поезда, на которых русские войска начали движение на северо-восток. Первый поезд из-за угрозы диверсий заставили вести китайскую бригаду, на первых платформах также разместили китайцев. Этот поезд был вскоре подорван, но вагоны с русскими солдатами не пострадали.
После занятия станции Таншань отряд Церпицкого 14 сентября продолжил движения и без боя занял Кайпин, где ночью был атакован китайскими войсками. Население Луаньчжоу напротив предпочло заплатить расквартированным там китайским войскам, чтобы те ушли без боя, и встретило русские войска хлебом-солью.
Пока русские войска продвигались по суше к границам Маньчжурии, 16 сентября в Дагу на совете адмиралов было принято решение о бомбардировке и занятии города Шаньхайгуань. Захват Шаньхайгуаня был намечен на 19 сентября; было поручено одобрение операции со стороны китайских властей — Ли Хунчжан выдал коменданту крепости письменное предписание.
18 сентября гарнизон Шаньхайгуаня принял ультиматум союзников и покинул укрепления. На следующий день почти одновременно город стали занимать морские десанты разных стран, а по железной дороге прибыл отряд Церпицкого. Приняв состоявший из зуавов французский десант за китайцев, отряд Церпицкого обстрелял их, в результате чего с обеих сторон были убитые и раненые.

## Последствия
В Шаньхайгуане были поставлены большие иностранные гарнизоны. Россия заняла форт № 1 и сохранила за собой железную дорогу. Великобритания, помимо форта в Шаньхайгуане, единолично заняла находившийся поблизости порт Циньхуандао, который стала быстро реконструировать в противовес русскому Дальнему.
Разбитые, но не уничтоженные китайские войска продолжали активно действовать в регионе, и до конца сентября русскому командованию приходилось посылать летучие отряды для борьбы с ними. В октябре 1900 года русские войска прекратили борьбу с китайским сопротивлением, в то время как войска других стран его продолжали до 1901 года.